# Oracle Database
Az Oracle Database, más néven Oracle adatbázis-kezelő vagy Oracle RDBMS az Oracle Corporation által készített és forgalmazott relációsadatbázis-kezelő rendszer. Egy 2007-es felmérés szerint az Oracle cég az egyik legjelentősebb szereplő az adatbázis-kezelők piacán: 48,6%-os világpiaci részesedéssel szerepel a relációsadatbázis-kezelők között.
Larry Ellison és barátai, volt munkatársai Bob Miner és Ed Oates indították Software Development Laboratories (SDL) szoftver-konzultációs céget 1977-ben. Az Oracle szoftver első verzióját az SDL fejlesztette. Az Oracle elnevezés eredetileg egy CIA által indított tervezet kódneve volt, amelyben Ellison a korábbi munkahelyén, az Ampex-ben dolgozott.

## Támogatott platformok
Az Oracle9i kiadása előtt az Oracle Corporation sokféle operációs rendszerhez elkészítette az adatbázismotor futtatható verzióját. Újabban az Oracle Corporation az operációs rendszerek szűkebb körét támogatja. 2006 októberi állapot szerint a következő operációs rendszerek és hardverarchitektúrák alatt fut az Oracle Database 10g:
| Cég       | Operációs rendszer | processzor / hardver                    |
| --------- | ------------------ | --------------------------------------- |
| Apple     | Mac OS X Server    | PowerPC                                 |
| HP        | HP-UX              | PA-RISC, Itanium                        |
| HP        | Tru64 UNIX         | Alpha                                   |
| HP        | OpenVMS            | Alpha, Itanium                          |
| IBM       | AIX5L              | IBM POWER                               |
| IBM       | z/OS               | zSeries                                 |
|           | Linux              | x86, x86-64, PowerPC, zSeries Itanium * |
| Microsoft | Windows            | x86, x86-64, Itanium                    |
| Sun       | Solaris            | SPARC, x86, x86-64                      |

* Linux platform: az Oracle Database 10g Red Hat, Novell, Debian, Mandriva és Ubuntu Linux disztribúciókhoz lett elkészítve. A cég 2006 októberben bejelentette saját linux disztribúcióját, az Oracle Enterprise Linux-ot – ez egy a Red Hat Enterprise Linux-on alapuló rendszer. Az Oracle a továbbiakban ezt a disztribúciót támogatja Oracle Unbreakable Linux programja keretében.

## Verzió számozás
A 2-es verzió óta az Oracle kiadásszámozása a következő kódokat használja:
- Oracle 2: 2.3
- Oracle 3: 3.1.3
- Oracle 4: 4.1.4.0-4.1.4.4
- Oracle 5: 5.0.22, 5.1.17, 5.1.22
- Oracle 6: 6.0.17-6.0.36 (OPS kód nélkül), 6.0.37 (OPS kóddal)
- Oracle7: 7.0.16–7.3.4
- Oracle8 Database: 8.0.3–8.0.6
- Oracle8i Database Release 1: 8.1.5.0–8.1.5.1
- Oracle8i Database Release 2: 8.1.6.0–8.1.6.3
- Oracle8i Database Release 3: 8.1.7.0–8.1.7.4
- Oracle9i Database Release 1: 9.0.1.0–9.0.1.5 (patchset, 2003. december)
- Oracle9i Database Release 2: 9.2.0.1–9.2.0.8 (patchset, 2007. április)
- Oracle Database 10g Release 1: 10.1.0.2–10.1.0.5 (patchset, 2006. február)
- Oracle Database 10g Release 2: 10.2.0.1–10.2.0.5 (patchset, 2010. április)
- Oracle Database 11g Release 1: 11.1.0.6–11.1.0.7 (patchset, 2008. szeptember)
- Oracle Database 11g Release 2: 11.2.0.1–11.2.0.4 (patchset, 2013. augusztus)
- Oracle Database 12c Release 1: 12.1 (patchset, 2013. június)

A verziószámozási szintaxis az egyes kiadásokon belül a következő mintát követi: fő.al.alkalmazásszerver.komponensspecifikus_verzió.platform-specifikus_verzió
Pl. a "10.2.0.1 for 64-bit Solaris" azt jelenti, hogy: 10. fő verzió, 2-es alverzió, OracleAS 0, és 1-es szint Solaris 64-bit-es verzióhoz.